# 皮德舒姆良齊
49°15′43″N 24°48′7″E / 49.26194°N 24.80194°E
皮德舒姆良齊（烏克蘭語：Підшумлянці），是烏克蘭西部的村莊，隸屬伊萬諾-弗蘭科夫斯克州的伊萬諾-弗蘭科夫斯克區。該村面積4.66平方公里，2024年人口30，人口密度每平方公里38.8人。